# Paul Samuel Leo Johnson
Pour les articles homonymes, voir Paul Johnson et Johnson.
 (novembre 2023).
Si vous disposez d'ouvrages ou d'articles de référence ou si vous connaissez des sites web de qualité traitant du thème abordé ici, merci de compléter l'article en donnant les références utiles à sa vérifiabilité et en les liant à la section « Notes et références ».
Paul Samuel Leo Johnson (4 octobre 1873 à Titusville (Pennsylvanie, États-Unis)  - 22 octobre 1950) est un religieux américain, connu pour avoir édité de nombre des œuvres de Charles Taze Russell et pour avoir fondé le mouvement missionnaire intérieur laïque] (M.M.I.L.), présent aujourd'hui[Quand ?] dans 40 pays.
Il a épousé le 3 janvier 1905, Emma B. Mc Cloud, fille d'un entrepreneur de Colombus, Ohio. Ils n'eurent pas d'enfant.
Il a été le rédacteur, l'auteur et l'éditeur de Present Truth and Herald of Christ's Epiphany et de Herald of the Epiphany, journaux religieux.